# Licaria cervantesii
Licaria cervantesii är en lagerväxtart som först beskrevs av Carl Sigismund Kunth, och fick sitt nu gällande namn av André Joseph Guillaume Henri Kostermans. Licaria cervantesii ingår i släktet Licaria och familjen lagerväxter. Inga underarter finns listade i Catalogue of Life.